# Вязьмино-Ивановский
Вязьмино-Ивановский  — посёлок Нижнеаврюзовского сельсовета Альшеевского района Башкортостана, объединённый в 2005 году с д. Аврюзтамак. Сейчас — ул. Вязьмино-Ивановская.
Находится на р. Аврюз.

## История
Закон «О внесении изменений в административно-территориальное устройство Республики Башкортостан в связи с образованием, объединением, упразднением и изменением статуса населенных пунктов, переносом административных центров» от 20 июля 2005 года N 211-з постановил:
2. Объединить следующие населенные пункты с сохранением наименований:

1) в Альшеевском районе:

д) поселок Вязьмино-Ивановский и деревню Аврюзтамак Нижнеаврюзовского сельсовета, установив объединенному населенному пункту тип поселения — деревня, с сохранением наименования «Аврюзтамак»;;